# Г. М.
Г. М. ООД е българско предприятие за производство на органични химични вещества със седалище в София. В продължение на десетилетия през втората половина на XX век под името Завод „Гео Милев“ то е водещ производител на нишесте и глюкоза в България. Към 2023 година има обем на продажбите 13,1 милиона лева и 22 служители.

## История
Предприятието е създадено през 1936 година на гара „Искър“ в София като фабрика за растителни масла, нишесте и глюкоза от известния предприемач Аврам Чальовски. През 1947 година е национализирано и получава името на поета Гео Милев. На 2 август 1950 година в завода става тежка промишлена авария, при която загиват 12 души, а цехът за производство на растителни масла е напълно унищожен.
През 70-те години предприятието е модернизирано и капацитетът му за производство на течна и кристална глюкоза е увеличен. То е приватизирано през 2000 година и през следващите години се преориентира главно към производството на декстрин и етанол.